# Banqiao
Banqiao is een district van Nieuw Taipei in Taiwan.
De district is ook bekend als Panchiao. Banqiao telt ongeveer 547.000 inwoners.

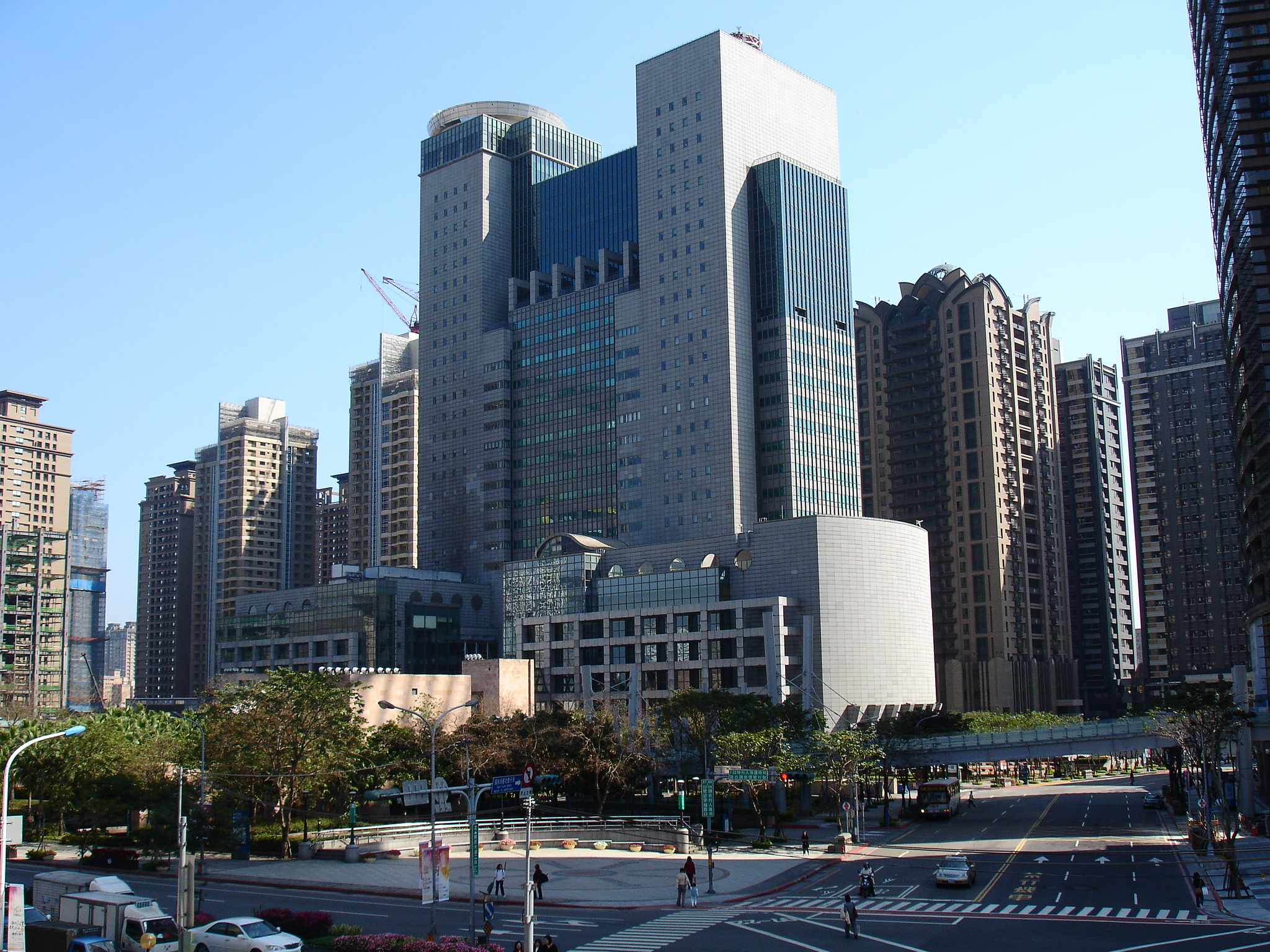
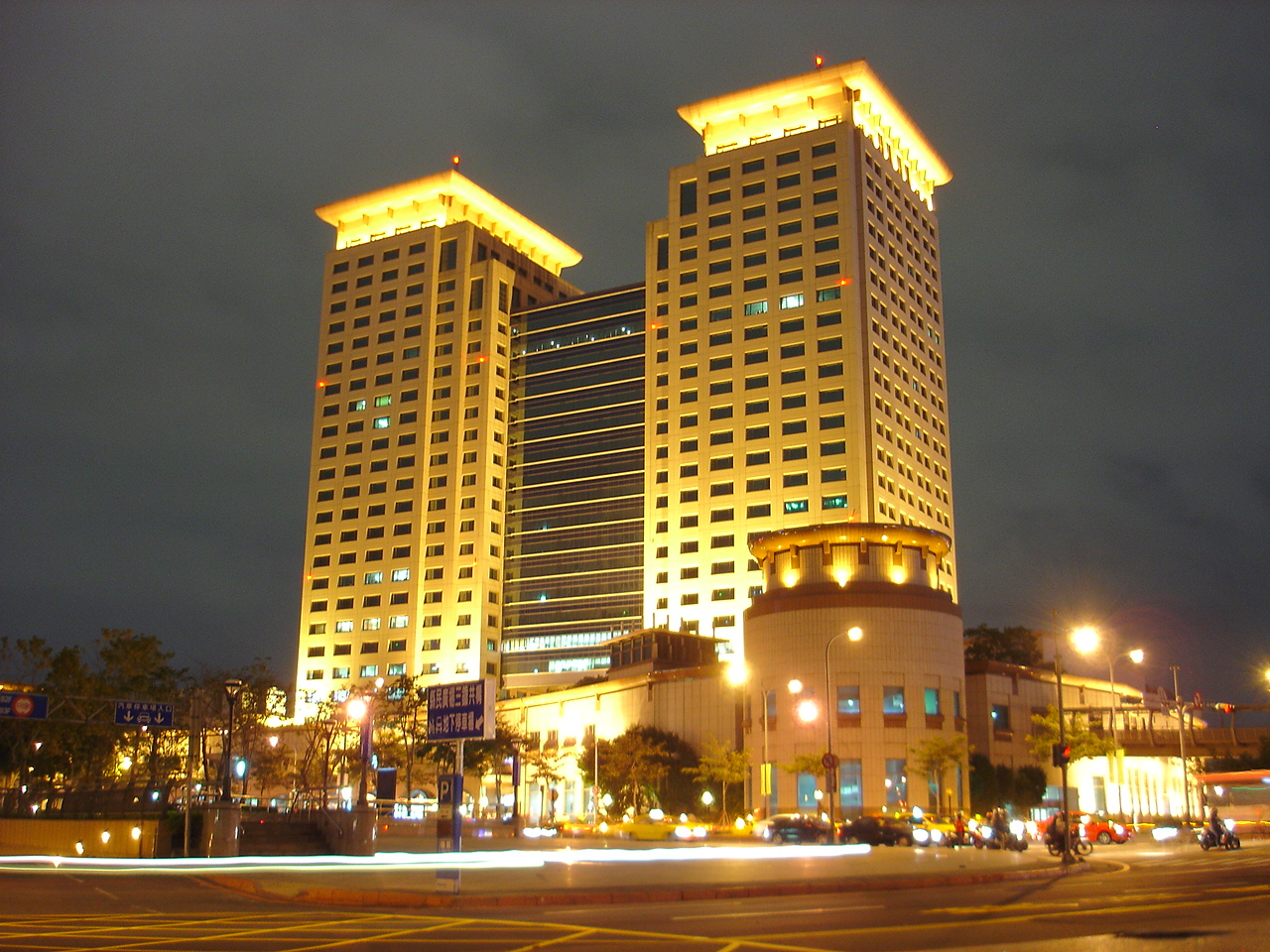
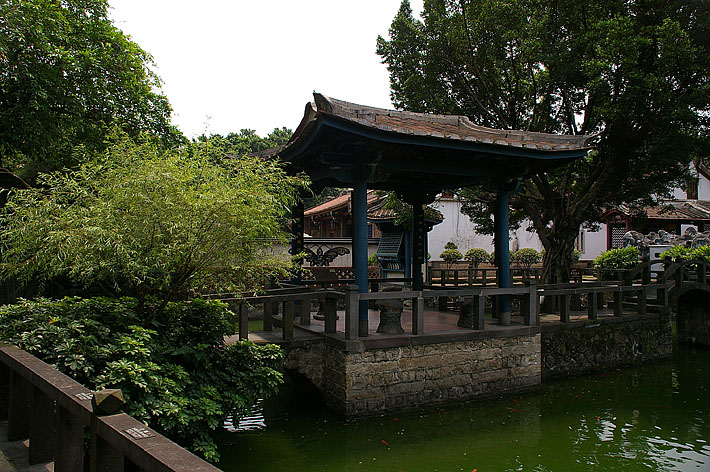
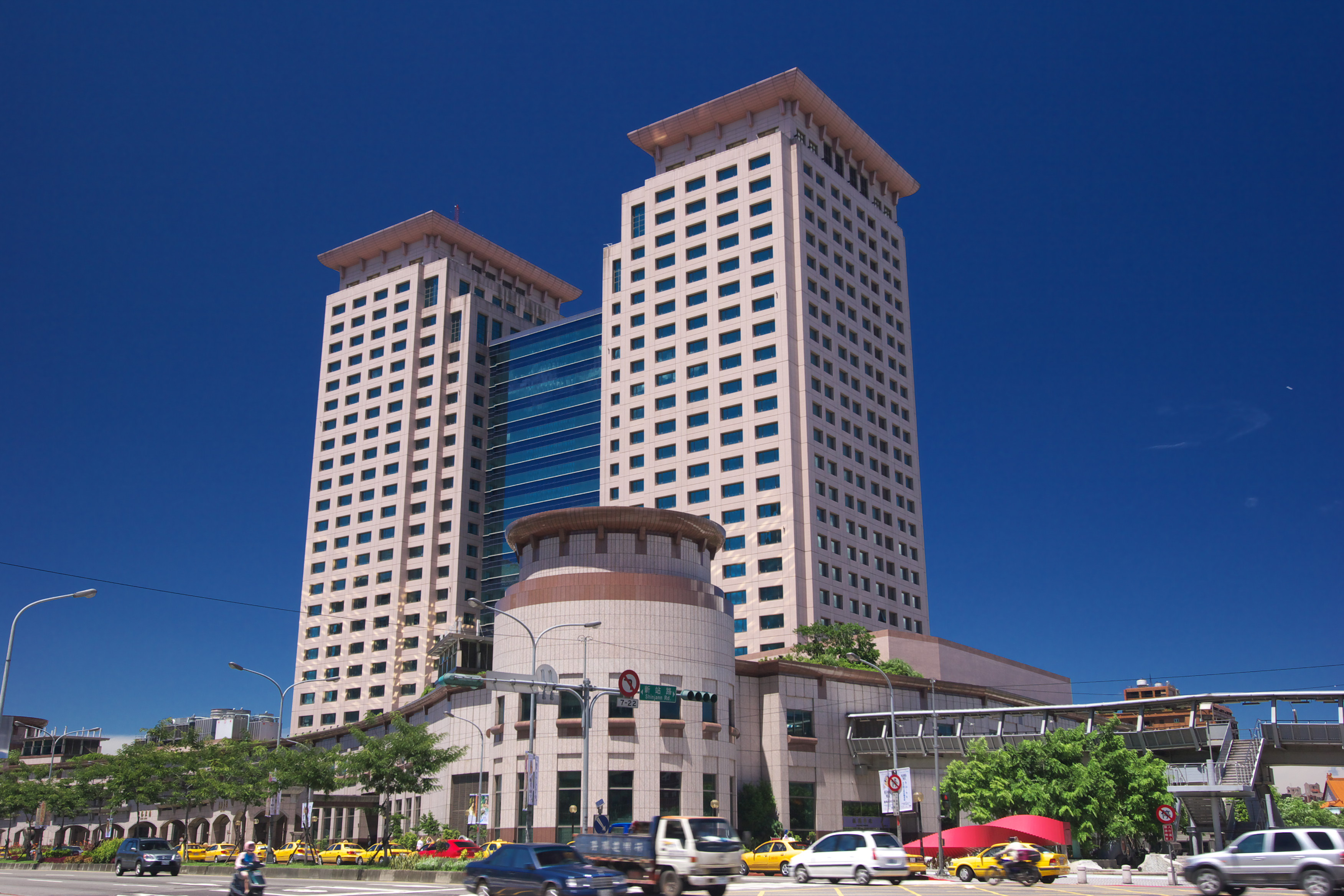
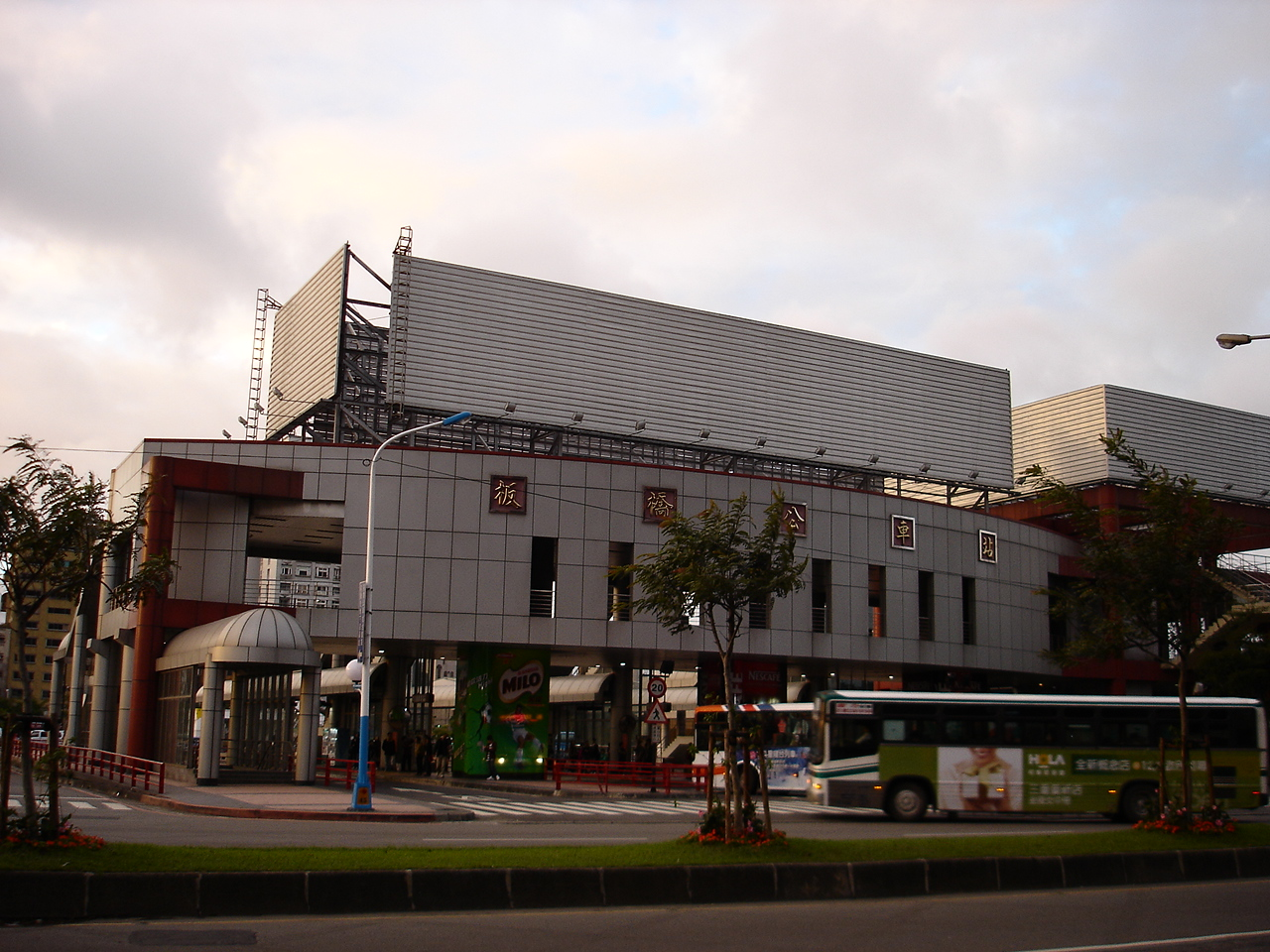